# Estación Las Flores (Santa Fe)
Las Flores era una estación de ferrocarril ubicada en la ciudad de Santa Fe, provincia de Santa Fe, Argentina.
La estación fue habilitada a fines del siglo XIX por el Ferrocarril Provincial de Santa Fe.
Hasta inicios de la década de 1980', prestaba servicios de pasajeros de media distancia entre la estación Santa Fe hasta la Estación San Cristóbal.

## Servicios
No presta servicios de pasajeros ni de cargas. Sus vías corresponden al Ramal F2 del Ferrocarril General Belgrano. Sus vías e instalaciones están concesionadas a la empresa Trenes Argentinos Cargas.